# Anomala apogonioides
Anomala apogonioides är en skalbaggsart som beskrevs av Ohaus 1924. Anomala apogonioides ingår i släktet Anomala och familjen Rutelidae. Inga underarter finns listade i Catalogue of Life.